# Ermita de la Virgen de los Desamparados (Tabernes Blanques)
La ermita de la Virgen de los Desamparados es una templo situado en margen derecho del barranco de Carraixet, en el municipio de Tabernes Blanques (Valencia) España. Es Bien de Relevancia Local con identificador número 46.13.237-005.

## Historia
Su origen se remonta a 1447. Fue construida por la Cofradía de los Santos Mártires Inocentes de Valencia la edificó para enterrar junto a ella a los ajusticiados y desamparados; los ahorcamientos se realizaban en lo que ahora es un jardín frente al templo, al otro lado de la carretera. La actual construcción, sin embargo, es de 1940. El primitivo templo perteneció a Alboraya hasta 1926.

## Descripción
Situada en el margen derecho del barranco del Carraixet y frente al puente que lo cruza en la antigua carretera de Barcelona.
La ermita se encuentra parcialmente adosada a viviendas privadas, quedando exentas la fachada y un lateral que recae al barranco. Frente a la entrada hay un pequeño jardín cerrado con una verja.
El frontón, de ladrillos, está rematado por una espadaña de dos cuerpos, con tres huecos para otras tantas campanas. Presenta una puerta adintelada sobre la que hay dos grandes retablos cerámicos con imágenes de la Virgen. El panel inferior está flanqueado por dos faroles de forja adosados a la fachada.
El interior del edificio es de planta rectangular. El suelo es de mosaico. Se cubre con bóveda de cañón dividida en varios tramos. Las paredes laterales se adornan con arcos de medio punto. El presbiterio, de pequeño tamaño, presenta un retablo barroco con una gran hornacina acristalada en la que se halla la imagen de la titular.